# David Roberts (malíř)
David Roberts (24. října 1796 Edinburgh – 25. listopadu 1864 Londýn) byl skotský malíř, známý řadou podrobných kreseb a maleb z Egypta a Blízkého východu, které prováděl podle svých skic během dlouhé cesty po regionech (1838–1840). Tato práce, a jeho velké olejomalby podobných památek, z něj udělaly předního malíře Orientu.
Jeho dílo je významné pro detailní kresby zachycující původní stav egyptských a blízkovýchodních památek. V té době neexistovala fotografie a od poloviny 19. století již započaly na některých místech archeologické práce, které výrazně změnily okolí památek.
V roce 1841 byl zvolen královským akademikem.

## Počátky tvorby
David Roberts se narodil ve Stockbridge, Edinburgh.
Narodil se v chudé rodině ševce, od deseti let musel pracovat, pomáhal dekoratérovi s malbou umělého mramoru, pravděpodobně u malíře Gavina Beuga a studiu umění se věnovala jen večer. Svou první placenou práci dostal v roce 1815, kdy se přestěhoval do Perthu rok pracoval jako malíř pokojů.

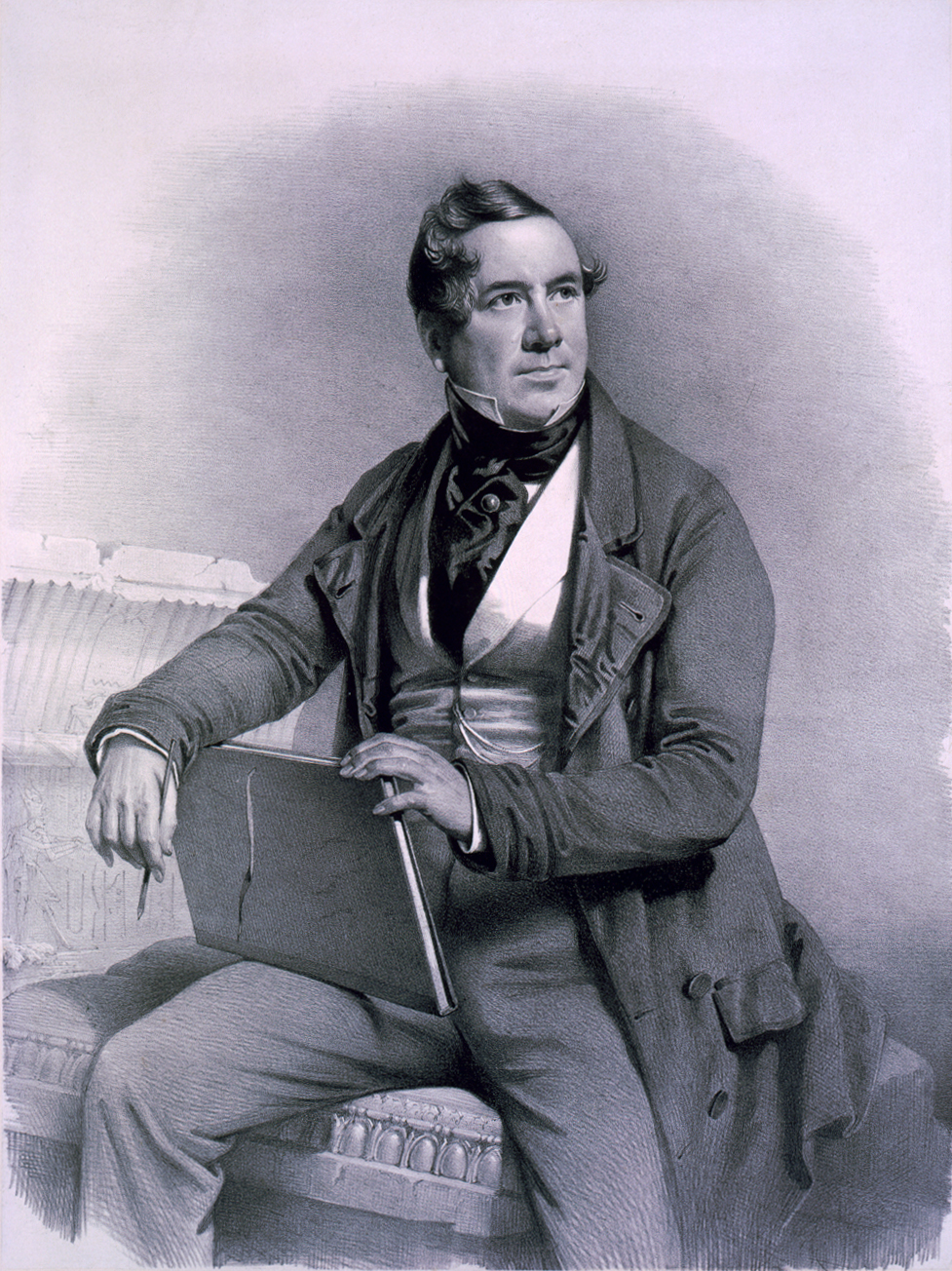
Portrét

V roce 1816, začal pracovat jako asistent scénografa divadla Pantheon v Edinburghu, což byl počátek jeho kariéry malíře a výtvarníka divadelních dekorací. V roce 1819 se stal výtvarníkem divadelních scén královského divadla v Glasgowě. Tam se setkal se skotskou herečkou Margaret McLachlan. Vzali se v roce 1820 a přestože manželství netrvalo dlouho, narodila se jim roku 1821 dcera Christine.
Živil se jako výtvarník divadelních scén, a také začal malovat obrazy technikou olejomalby.
V roce 1820 se spřátelil s umělcem Williamem Clarksonem Stanfieldem, potom co ukončil malby v Pantheonu v Edinburghu. V roce 1821 přijal Instit výtvarného umění v Edinburghu tři jeho obrazy (Pohledy z Melrose a opatství Dryburgh), dvě z nich zakoupil. Na návrh Stanfielda Roberts také poslal roku 1822 tři obrazy na výstavu děl žijících umělců, která se konala v Edinburghu.

## Přesun do Londýna
V roce 1822 Londýnské divadlo Coburg (nyní Old Vic), nabídlo Robertsovi práci malíře a výtvarníka divadelních dekorací. Odplul z Leithu s manželkou a šestiměsíční dcerou Christine a usadili se v Londýně. Nějakou dobu pracoval v divadle Coburg, než začal společně se Stanfieldem pracovat pro Královské divadlo (Theatre Royal) v Drury Lane na dioramatech a panoramatech.
Jeho rodinný život nebyl příliš idylický, Margaret propadla alkoholu a v roce 1831 ji Roberts poslal zpět do Skotska, aby se o ní starali její přátelé.
V roce 1824 vystavoval v Britském institutu další obraz opatství Dryburgh a poslal dvě práce na první výstavu do nově založené Společnosti britských umělců.

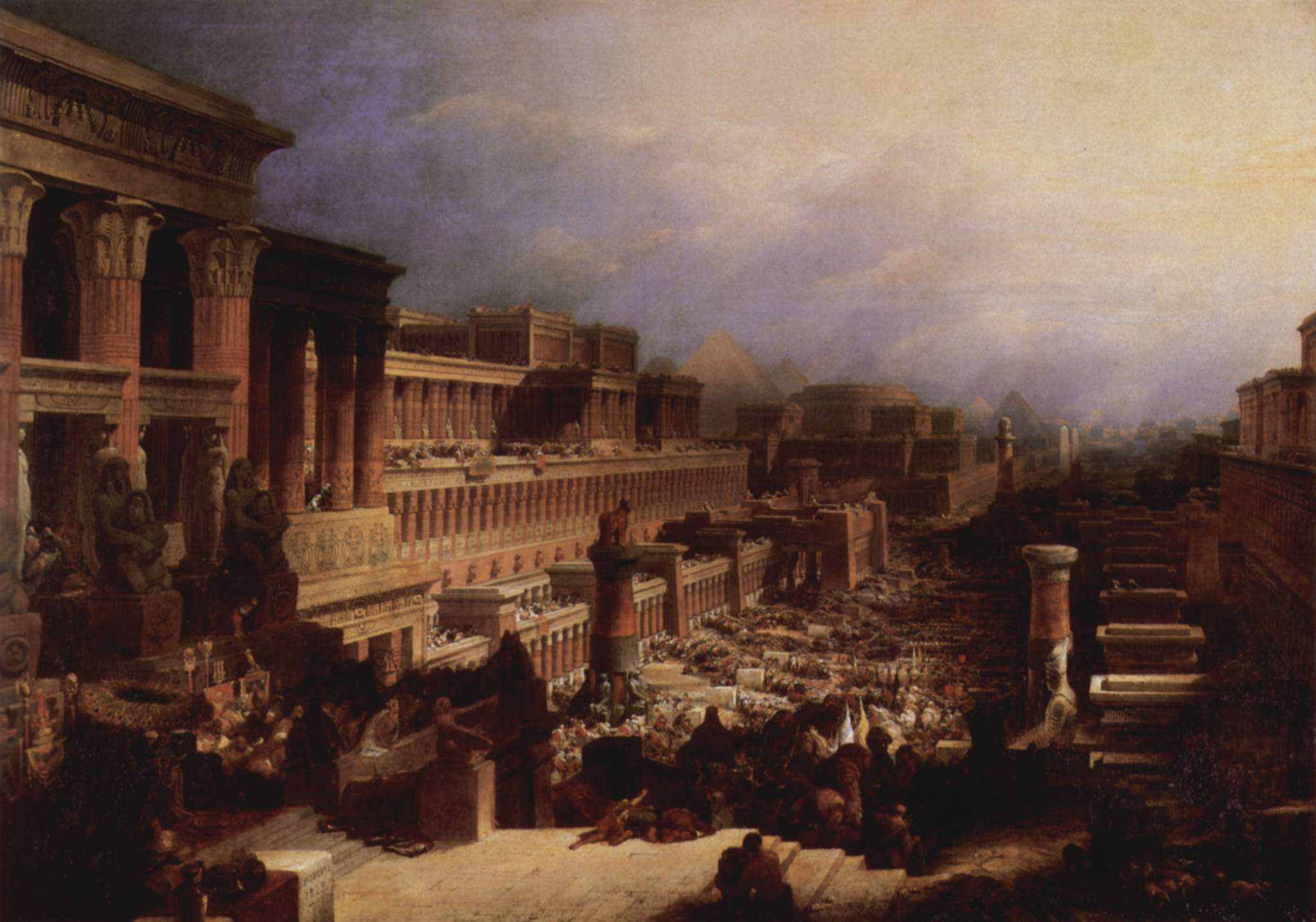
Odchod Israelitů z Egypta, 1829

 Na podzim roku 1824 navštívil Normandii. Jeho obrazy z této cesty položily základy jeho věhlasu dokumentátora. Jeden z nich, obraz katedrály Rouen, se prodal za 80 guinejí. Zatímco si budoval  pověst skvělého umělce, jeho obrazy byly také komerčně úspěšné. Výdělky získal z Covent Garden ze scén pro londýnskou premiéru Mozartovy opery Únos ze serailu v roce 1827, maloval kulisy pro pantomimu Námořní vítězství Navarina a dvě panoramata vytvořil společně se Stanfieldem.
Během druhé poloviny dvacátých let, kromě anglické a skotské scény, maloval obrazy významných staveb ve Francii, včetně Amiensu, Caen, Dieppe, Rouenu, Antverp, Bruselu a Gentu. Někdy namloval více variant stejné scény obrazu jen s drobnými rozdíly.
Od roku 1829 pracoval jako umělec na plný pracovní úvazek. Tohoto roku vystavoval obraz Odchod Izraelitů z Egypta, na kterém se poprvé projevil jeho styl, díky němuž se stal světoznámým. V roce 1831 ho společnost britských umělců zvolila za svého prezidenta, příštího roku odcestoval do Španělska a Tangeru. Vrátil na konci roku 1833 se spoustou skic, které rozpracoval do přitažlivých, populárních obrazů.
Britský Instit vystavoval jeho obraz Interiér katedrály v Seville v roce 1834, který se prodal za 300 liber. V roce 1837 byl vydán výběr z jeho Picturesque Sketches (malebných skic) ve Španělsku jako litografie. V Londýně se seznámil a spřátelil s umělci, jako Edward Thomas Daniell a John Linnell.

## Cesta do Egypta a Svaté země

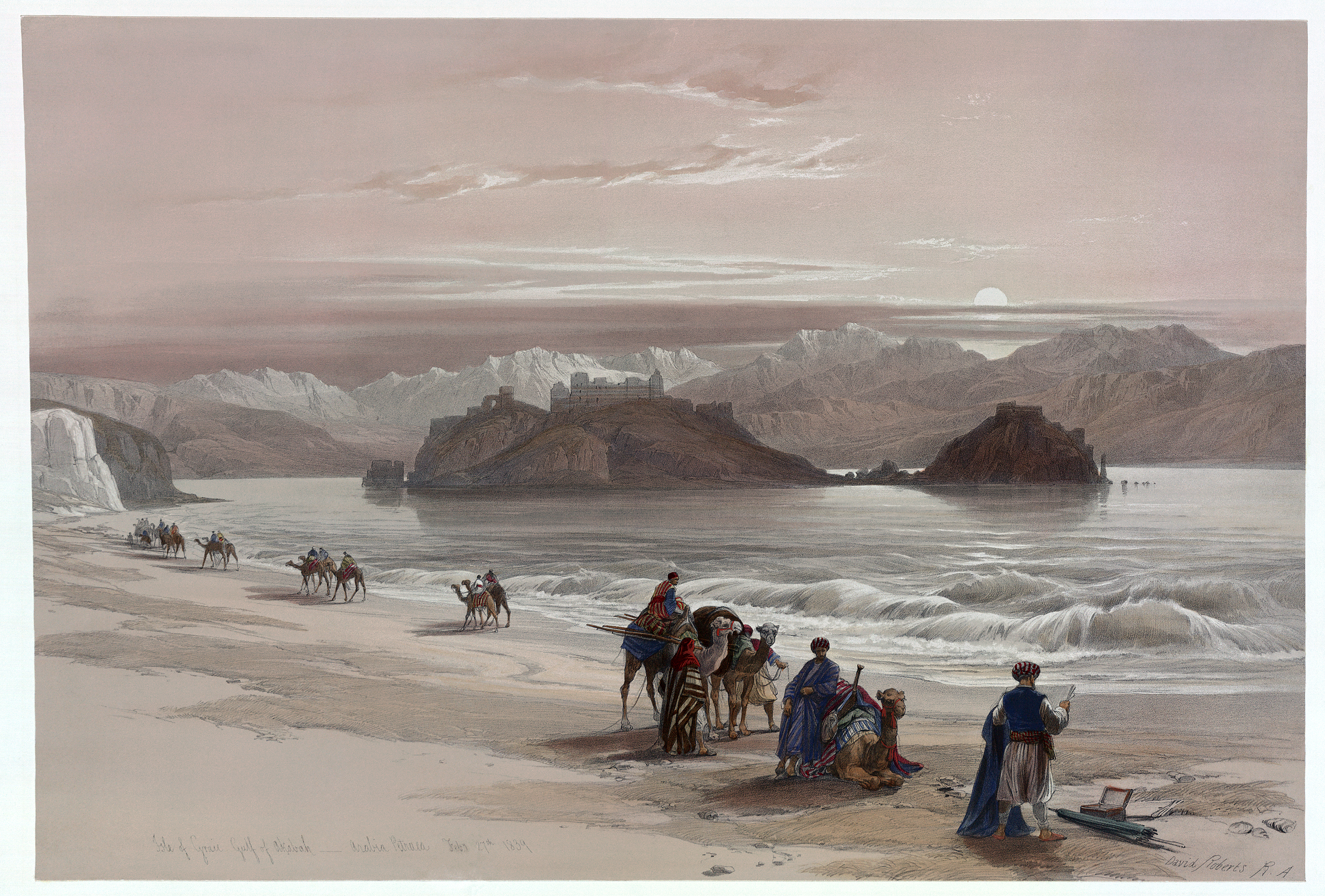
Isle of Graia Gulf of Akabah Arabia Petraea, 1839 litografie obchodní karavany od Louis Haghe z originálu Davida Robertse.

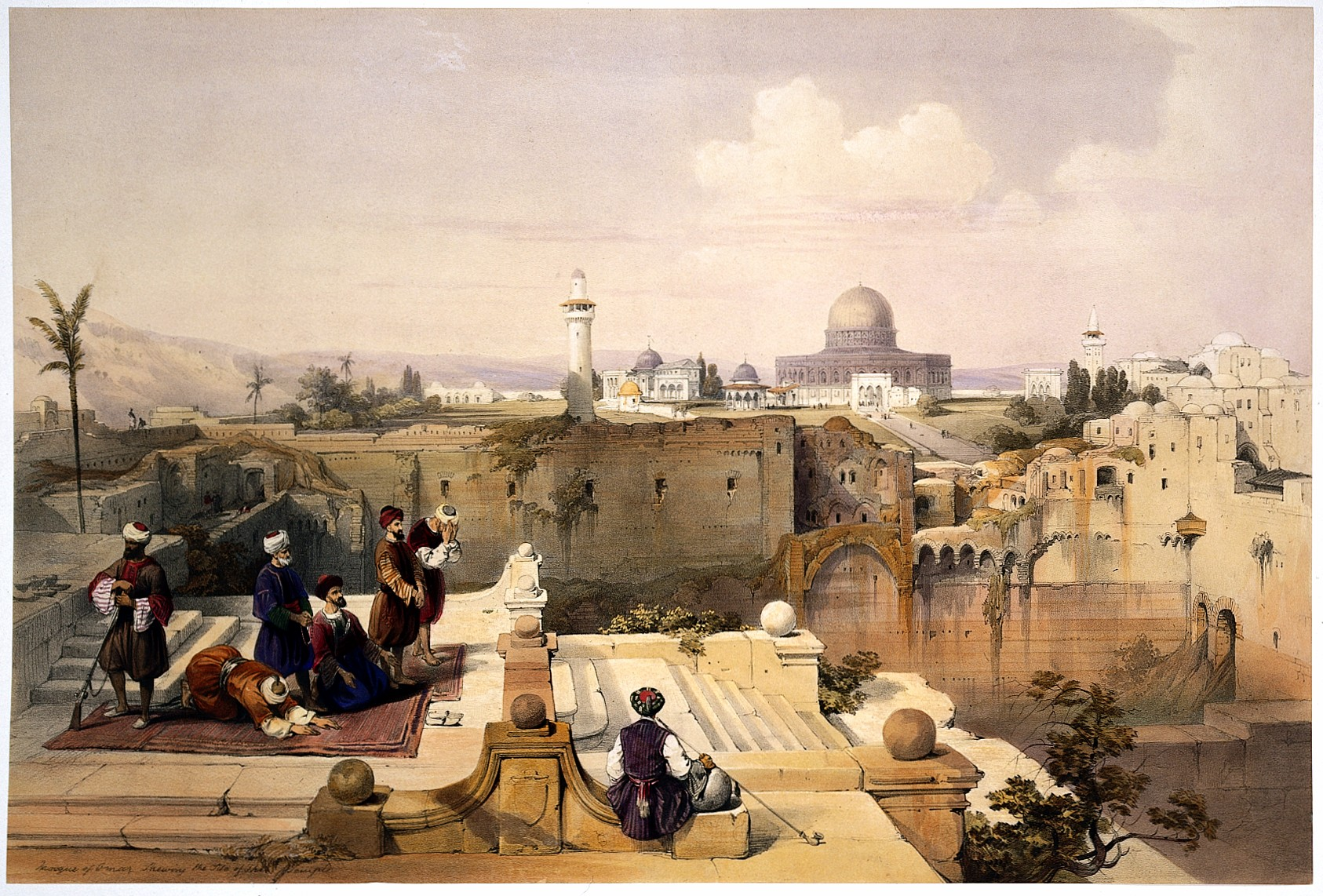
Skalní dóm v Jeruzalémě v roce 1839

Malíř William Turner jej přesvědčil, aby opustil malbu evropských lokalit a stal se světovým umělcem. Roberts vyplul do Egypta dne 31. srpna 1838, několik let po Owenu Jonesovi. Jeho záměrem bylo vytvořit skici pro obrazy a litografie s exotickými náměty, které by prodával veřejnosti. V tomto období byl Egypt v módě, mířili tam cestovatelé, archeologové, sběratelé a milovníci starožitností, lidé kupovali díla inspirovaná Východem nebo zobrazující velké památky starověkého Egypta.
Roberts na dlouhé cestě v letech 1838-1839 navštívil Egypt, Nubii, Sinajský poloostrov, Svatou zemi (Izrael), Jordánsko a Libanon. Po celou dobu cesty pilně kreslil řadu skic.
v Alexandrii přijal Robertse Muhammad Ali Pasha dne 16. května 1839, krátce před jeho návratem do Británie. Později namaloval tuto scénu (zřejmě zpaměti) pro třetí svazek litografií z Egypta a Núbie.

## Vybraná díla

### Obrazy
- Odchod Izraelitů z Egypta (1829)
- Velké schodiště ve Stafford House (1832), Vláda Spojeného království, Art Collection ARCHIVED CONTENT DCMS | GAC
- Interiér katedrály v Seville (1834)
- Obrazy z Káhiry (1840), Královské sbírky, hrad Windsor
- Chrám v Dendeře (1841)
- Brána Velkého chrámu v Baalbeku (1841)
- Ruiny Velkého chrámu v Karnaku, v Horním Egyptě (1845), David Roberts, R.A (Scottish, 1796–1864) – v aukci Christie's
- Pohled na Dóžecí palác, piazzettu a chrám Santa Maria della Salute v Benátkách (1852) - v online aukci
- Kostel jezuitů s vyhlídka na Grand Canal v Benátkách (1854), Yale Center Britského umění, Paul Mellon Collection, New Haven, Connecticut
- Edinburg z Calton Hill (1858)
- Dogana a chrám Santa Maria della Salute v Benátkách (1862) Sheffield Gallerie & Museum Trust

### Vydané publikace
- Malebné skici ze Španělska (Londýn, 1835-36)
- Svatá země, Sýrie, Idumea, Arábie, Egypt a Núbie (Londýn 1842-49, 3 svazky)
- Egypt a Núbie (Londýn 1846-49, 3 svazky, později tisk: Londýn 1856, 6 svazků)
- Města v severní Africe (Londýn 1852)